# Adzo Kpossi
Adzo Kpossi (ur. 25 stycznia 1999 r. w Lomé) – togijska pływaczka, uczestniczka igrzysk olimpijskich. 
Mając zaledwie trzynaście lat wystartowała podczas XXX Letnich Igrzysk Olimpijskich w 2012 roku w Londynie. Wzięła udział w rywalizacji w jednej konkurencji pływackiej. Na dystansie 50 metrów stylem dowolnym wystartowała w pierwszym wyścigu eliminacyjnym. Z czasem 37,55 zajęła w nim drugie miejsce, a ostatecznie, w rankingu ogólnym, uplasowała się na siedemdziesiątym trzecim miejscu. Była najmłodszym uczestnikiem igrzysk w Londynie.